# Adama Darboe
Adama Kasper Darboe (Copenaghen, 26 aprile 1986) è un cestista danese.

## Palmarès
- Campionato danese: 5

Bakken Bears: 2016-17, 2017-18, 2018-19, 2019-20, 2020-21
- Coppa di Danimarca: 4

Svendborg Rabbits: 2012
Bakken Bears: 2018, 2020, 2021